# Леон Радошевић
Леон Радошевић (Сисак, 26. фебруар 1990) је хрватски кошаркаш. Игра на позицији центра, а тренутно наступа за Дубаи.

## Биографија
Поникао је у млађим категоријама Цибоне, а прве минуте у сениорској селекцији овог клуба забележио је у сезони 2009/10. У тој сезони са Цибоном је освојио национално првенство. У јулу 2011. потписао је двогодишњи уговор са Олимпијом из Милана. Сезону 2012/13. започео је на позајмици у Лијетувос ритасу, али га је већ у јануару 2013. Олимпија вратила у своје редове. Од јула 2013. био је играч Албе из Берлина и са њом је дошао до трофеја у Купу Немачке за 2014. годину. Сезону 2015/16. је почео у екипи Бешикташа, али средином новембра 2015. прелази у Брозе Бамберг. Након Бамберга четири године био је играч минхенског Бајерна.
Са јуниорском репрезентацијом Хрватске освојио је две бронзане медаље - прву на Европском првенству 2008. и другу на Светском првенству 2009. године.

## Успеси

### Клупски
- Цибона:
  - Првенство Хрватске (1): 2009/10.

- АЛБА Берлин:
  - Куп Немачке (1): 2014.

- Брозе Бамберг:
  - Првенство Немачке (2): 2015/16, 2016/17.
  - Куп Немачке (1): 2017.

- Бајерн Минхен:
  - Првенство Немачке (1): 2018/19.

### Репрезентативни
- Европско првенство до 18 година:  2008.
- Светско првенство до 19 година:  2009.